# Pseudorchis
Pseudorchis is een geslacht van één of twee terrestrische orchideeën (Orchidaceae).
De witte muggenorchis (Pseudorchis albida) is in het verleden nog in België en Nederland gevonden.

## Naamgeving en etymologie
- Synoniem:Leucorchis E. Meyer (1839), Bicchia Parlatore (1858)
- Duits: Höswurzen

De botanische naam Pseudorchis is een samenstelling van Oudgrieks ψευδής, pseudēs (vals) en ὄρχις, orchis, en slaat op de (toevallige) gelijkenis met het orchideeëngeslacht Orchis.

## Kenmerken
Pseudorchis-soorten zijn geofyten, terrestrische, overblijvende kruidachtige planten, die overwinteren met diep ingesneden wortelknollen.
De bloeiwijze is meestal een dichte cilindrische aar met tientallen kleine witte tot vaalgele, halfopen bloemen, die geknikt staan op het vruchtbeginsel. De zijdelingse kelkbladen zijn niet uitgespreid. De lip is naar beneden gebogen en drielobbig. Het spoor is stomp cilindrisch. Het gynostemium is kort en onopvallend.

## Voorkomen
Pseudorchis-soorten komen voor in gematigde streken van het Palearctisch gebied: West-, Midden- en Noord-Europa, Noord- en Midden-Azië. Daarbuiten komen ze ook voor in Groenland en Canada. Ze verkiezen alpiene gebieden met kalkrijke bodem, zoals kalkgraslanden en stenige plaatsen in volle zon.
In België komt de witte muggenorchis (Pseudorchis albida) nog op één plaats voor, in Nederland is de soort al in de 19e eeuw uitgestorven.

## Taxonomie
Pseudorchis werd lange tijd beschouwd als een monotypisch geslacht, met P. albida als enige soort. Ondertussen is er discussie over de ondersoort straminae, die volgens bepaalde auteurs de status van soort verdient.
Ook Gymnadenia frivaldii wordt soms tot Pseudorchis gerekend, maar blijkt uit DNA-analyse toch tot Gymnadenia te behoren.
Pseudorchis is daarbij zo nauw gerelateerd aan het geslacht Gymnadenia (muggenorchis) dat sommige botanici ze gewoon als één geslacht beschouwen.

### Lijst van soorten
- Pseudorchis albida (L.) A. & D. Löve (1969) (Witte muggenorchis)
- Pseudorchis straminea (Fernald) P. Delforge (= Pseudorchis albida subsp. straminea)